# Copertino (Wein)
Die Bezeichnung Copertino steht für Rot- und Roséwein aus der süditalienischen Provinz Lecce in der Region Apulien. Die Weine haben seit 1976 eine geschützte Herkunftsbezeichnung (Denominazione di origine controllata – DOC), deren letzte Aktualisierung am 7. März 2014 veröffentlicht wurde.

## Erzeugung
Die Denomination Copertino schreibt vor, dass die Weine zu mindestens 70 % aus der Rebsorte Negroamaro hergestellt werden müssen. Höchstens 30 % folgender Rebsorten dürfen (einzeln oder gemeinsam) zugemischt werden: Malvasia nera di Brindisi, Malvasia nera di Lecce, Montepulciano und/oder Sangiovese. Von der Sorte Sangiovese dürfen jedoch insgesamt nicht mehr 15 % zugesetzt werden.

## Anbaugebiet
Der Anbau ist innerhalb der Provinz Lecce gestattet in den Gemeinden Copertino, Carmiano, Arnesano und Monteroni di Lecce sowie in Teilen der Gemeinden Galatina und Lequile.

## Beschreibung
Laut Denomination (Auszug):

### Copertino Rosso
- Farbe: Rubinrot von unterschiedlicher Intensität mit leichten Orangetönen bei zunehmender Reifung
- Geruch: anhaltend weinig
- Geschmack: trocken mit einem bitteren Nachgeschmack, samtig, wohlschmeckend, vollmundig
- Alkoholgehalt: mindestens 12,0 Vol.-%, ab 12,5 Vol.-% darf die Bezeichnung „Riserva“ verwendet werden
- Säuregehalt: mind. 5,0 g/l
- Trockenextrakt: mind. 24,0 g/l[1]

### Copertino Rosato
- Farbe: Lachsrosa, manchmal mit Tendenz zu hellem Kirschrot
- Geruch: leicht weinig, klar und angemessen anhaltend
- Geschmack: trocken, ohne Unebenheit, mit kräuterigen Grundton und mit einem angenehmen leicht bitteren Nachgeschmack kombiniert
- Alkoholgehalt: mindestens 12,0 Vol.-%
- Säuregehalt: mind. 4,5 g/l
- Trockenextrakt: mind. 18,0 g/l[1]